# IQ 151

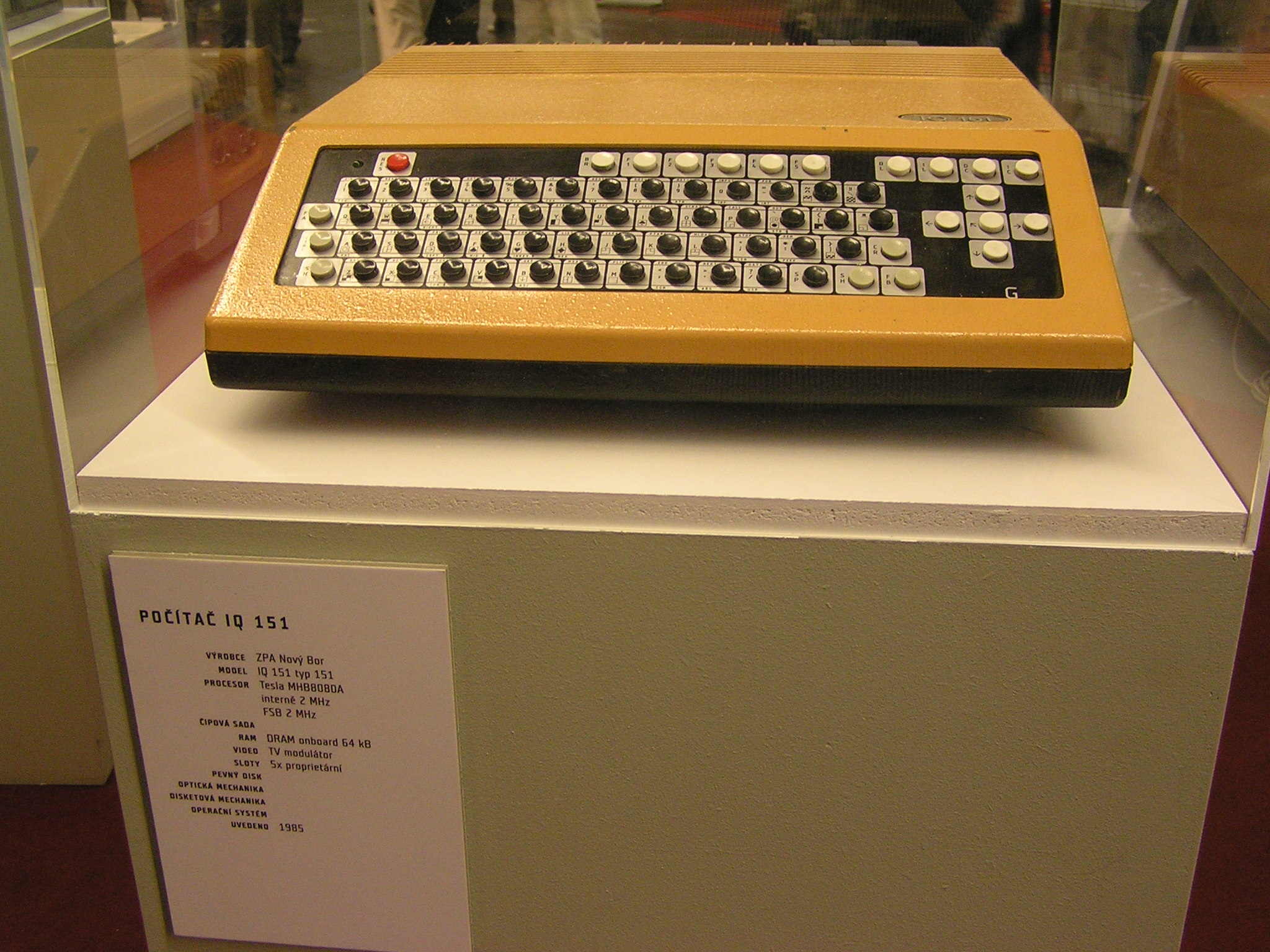
Der Heimrechner IQ 151 (Baureihe 2)

Der IQ 151 ist ein Heimcomputer des Kombinats ZPA Nový Bor (Závody průmyslové automatizace Nový Bor) aus der Tschechoslowakei. Der Rechner wurde von 1985 bis 1989 gebaut, war der Vorgänger des IQ 150 und war mit einem Prozessor der Baureihe Tesla MHB8080A bestückt. Hierbei handelte es sich um eine nicht lizenzierte Kopie und einen durch Reverse Engineering gewonnenen Nachbau des Intel 8080 mit einer Taktfrequenz von 2 MHz und einen RAM-Speicher von 32 KByte, der auf 64 KByte ausgebaut werden konnte. Jedoch hatte der IQ 151 der Anfangsjahre mit Problemen der Stromversorgung zu kämpfen: Wurden mehr als drei Peripheriegeräte angeschlossen, so stürzte der Rechner ab, was daran lag, dass zu schwache Dioden verbaut waren.
Im Jahr 1987 wurde eine zweite, verbesserte Version des IQ 151 ausgeliefert, bei der das Stromproblem gelöst und einige weitere Verbesserungen vorgenommen worden waren. Nun war der Rechner etwa in der Lage, auch Farbsignale zu verarbeiten, und das BASIC wurde in seinem Befehlsumfang im Vergleich zu 1985 erweitert. Erkennbar ist die spätere Baureihe daran, dass auf der Tastatur unterhalb der Cursortasten der Buchstabe „G“ steht.
Der Rechner hatte ausdrücklich einen modularen Ansatz, was dazu führte, dass er sehr gut erweiterbar war, so konnte der IQ 151 bis zu vier Steckmodule gleichzeitig aufnehmen, sodass zwischen ihnen umgeschaltet werden konnte.
Die Produktion des Heimcomputers wurde nach dem Ende des Kommunismus eingestellt.
Der IQ 151 wurde hauptsächlich in Schulen im tschechischen Teil des Landes eingesetzt, wohingegen der PMD 85 überwiegend in Schulen des slowakischen Landesteils Verwendung fand.